# Ustaritz Aldekoaotalora
Pour les articles homonymes, voir Astarloa.
Ustaritz Aldekoaotalora Astarloa est un joueur de football espagnol, né le 16 février 1983 à Abadiño. Son poste de prédilection est défenseur central.

## Clubs successifs
- 2001-2003 :  CD Baskonia
- 2003-2012 :  Athletic Bilbao
  - 2011-2012 :  Betis Séville (prêt)
- Fév. 2013-janv. 2014 :  Dinamo Tbilissi[1],[2]
- Janv. 2014-fév. 2015 :  FC Arouca
- Fév. 2015-juil 2015 :  FC Penafiel

## Palmarès
- Athletic Bilbao
  - Finaliste de la Coupe d'Espagne : 2009
- Dinamo Tbilissi
  - Vainqueur du Championnat de Géorgie : 2013
  - Vainqueur de la Coupe de Géorgie : 2013